# Игра ћутања
Игра ћутања (тур. Suskunlar) турска је телевизијска серија, снимана 2012.
У Србији је 2013. и 2014. емитована на телевизији Б92.

## Синопсис
Еџевит, Билал, Ибрахим и Зеки имена су четворице дечака из сиромашног истанбулског кварта Кудиби. Једног дана, начиниће наизглед безазлену грешку и тако изазвати несрећу коју ће скупо платити - завршиће у казнено-поправном дому и од тада њихови животи више неће бити исти.
По изласку одатле, заклињу се на ћутање - никада никоме неће говорити о страхотама које су тамо преживели, а једини начин да то забораве јесте да се више никада не сретну. Стављају тачку на пријатељство, несвесни да неће бити лако на души носити терет минулих дана.
Њих четворица тако крећу различитим путевима, на запрепашћење пријатељице Аху, сирочета без родитеља, које је увек било уз њих пре немилог догађаја. Временом, Аху израста у прелепу жену, а једини који је увек био ту за њу и који је није заборавио је Билал. Још као дечак заљубио се у њу и она је, много година касније, одлучила да му пружи шансу и покуша да му узврати љубав, иако заправо одмалена воли Еџевита.
Од несреће је прошло двадесет година. Еџевит је постао цењени адвокат, Зеки ради као возач једног богаташа, док су Билал и Ибрахим остали у старом кварту. Чинило се да се дружина никада више неће поново састати. Чинило се да су сви све заборавили и оставили трауме из прошлости за собом. А онда се на вестима појавила вест о Зекију - упуцао је човека. Сви су знали ко је жртва и зашто је Зеки то урадио. Тако се Билал, Ибрахим и Еџевит ипак поново састају, одлучни да помогну старом пријатељу.
Међутим, ствари крећу неочекиваним током - Зеки је убијен у затвору. Тројица преживелих одлично знају ко стоји иза свега, а та трагедија биће повод за оживљавање мрачних успомена. Време је да се наплате дугови - пријатељи који су се једном давно заклели на ћутање, спремни су да се освете свима онима који су им, двадесет година раније, украли детињство, а сада и Зекијев живот...

## Сезоне
| Сезона | Сезона | Број епизода (н / и)          | Приказивање у Турској                    | Приказивање у Србији                                                               |
| ------ | ------ | ----------------------------- | ---------------------------------------- | ---------------------------------------------------------------------------------- |
|        | 1      | 16 / 32 (1 — 16) / (1 — 32)   | 1. март 2012 — 21. јун 2012. ()          | 29. септембар 2013 — 29. децембар 2013. (Б92) 7. јул 2014 — 19. август 2014. (Б92) |
|        | 2      | 12 / 24 (17 — 28) / (33 — 56) | 6. септембар 2012 — 2. децембар 2012. () | 20. август 2014 — 12. септембар 2014. (Б92)                                        |

## Улоге
| Глумац:                          | Улога:                            |
| -------------------------------- | --------------------------------- |
| Мурат Јилдирим Фуркан Дидим      | Еџевит Оран (Шериф) као дечак     |
| Сарп Акаја Емирхан Акбаба        | Билал Туткун (Сари) као дечак     |
| Гувен Мурат Акпинар Берџан Чакар | Ибрахим Кене (Иска) као дечак     |
| Тугај Мерџан Улашџан Кутлу       | Зеки Синанли (Јаник) као дечак    |
| Асли Енвер Јамур Есмер           | Аху Кумрал као девојчица          |
| Берк Хакман                      | Гурур Кутај Газанфер Бирџан Касап |
| Мехмет Озгур Бариш Онер          | Ирфан Алкара (Такоз) као дечак    |
| Реха Озџан                       | Саит Карам                        |
| Озге Сезинџе                     | Сибел                             |
| Пелин Акил                       | Нисан Азаде (Нур)                 |
| Ериф Алтакан                     | Гултен                            |
| Фатих Пашала Мерт Чолак          | Озџан Тирјаки (Јараса) као дечак  |
| Зале Ајланч                      | Умран Кене                        |
| Фират Албајрам                   | Хасан (Чакал)                     |
| Батухан Башибујук                | Ферхат                            |